# Anne Muni
Anne Muni est une joueuse de football belge née le 6 janvier 1994 à Rocourt en Belgique. 

## Biographie
Elle débute dans un petit club de la région liégeoise, Chaudfontaine. En 2008, elle est transférée au Standard Fémina de Liège. En juin 2013, elle rejoint les rangs du RSC Anderlecht.

## Palmarès
- Championne de Belgique (1) : 2012
- Championne de Belgique D2 (1) : 2013
- Championne de Belgique D3 (1) : 2009
- Vainqueur de la Coupe de Belgique des équipes B (1) : 2009

### Bilan
- 4 titres